# بروس لي (ممثل)
بروس لي (بالصينية: 黎小龍) هو ممثل تايواني، ولد في 5 يونيو 1950 في تايوان. بدأ مشواره المهني سنة 1972.

## وصلات خارجية
- بروس لي على موقع IMDb (الإنجليزية)
- بروس لي على موقع قاعدة بيانات الفيلم (الإنجليزية)